# 1992 Deluxe
1992 Deluxe ist ein Album der US-amerikanischen Hip-Hop-Musikerin Princess Nokia. Es erschien am 10. November 2017 über Rough Trade Records.

## Titelliste
1. Bart Simpson – 3:34
2. Tomboy – 3:37
3. Kitana – 3:17
4. Brujas – 2:58
5. Mine – 3:24
6. Excellent – 2:42
7. Saggy Denim – 3:13
8. Green Line – 3:50
9. ABC's of New York – 3:24
10. Goth Kid – 3:56
11. Receipts – 3:22
12. G.O.A.T. – 2:43
13. Brick City – 2:38
14. Flava – 2:03
15. Different – 2:38
16. Chinese Slippers – 2:25

## Rezeption

### Kritik
Die E-Zine Laut.de bewertete 1992 Deluxe mit vier von möglichen fünf Punkten. Aus Sicht des Redakteurs Yannik Gölz biete das Album „mehr als genug Futter, um das Interesse eines jeden zu wecken, der sich für offenherzige Rapmusik, progressives Denken oder einfach nur coole Musik begeistert.“ Nokias Sprechgesang überspringe „lästige Subgenre- oder Generationsklassifizierungen und kommt ohne Verzug zum Knackpunkt: New York, 1992 bis 2017.“ Ihre „Geschichten vom Aufwachsen als bratziges Skatergirl (‚Bart Simpson‘), fasziniert von Comics und Goth-Kultur (‚Goth‘) und die Entwicklung zur selbstbewussten Frau dürfte ganz neue Zielgruppen für authentisches, intimes Storytelling abholen.“ Während die Produktionen „von Sound zu Sound, von Farbpalette zu Farbpalette springen“, mache Princess Nokia aus „eigentlich nur durchschnittlichen handwerklichen Mitteln Magie.“
Yvonne Franke vergab in ihrer Kritik für den Musikexpress fünfeinhalb von möglichen sechs Punkten an 1992 Deluxe. Princess Nokia liefere „tanzbaren Sound mit brutaler Härte“, schaffe es „aber dennoch spielerisch zu bleiben.“ Die Musikerin sei „ganz East Coast, aber eigen darin“ und stemme „sich mit aller Kraft gegen Sexismus und Rassismus“ Inhaltlich erzählen ihre Songs „von Geschlechterrollen, amerikanischer Popkultur und Spiritualität.“ Musikalisch inspirieren Nokia offensichtlich die „Neunzigerjahre des vergangenen Jahrhunderts.“

### Bestenliste
In den Jahresbestenlisten 2017 von Laut.de tauchte Princess Nokia gleich mehrfach auf. So belegte 1992 Deluxe Platz 18 der „Hip Hop-Alben des Jahres“. Das Album vollziehe „nicht nur einen generationsübergreifenden Drahtseilakt, sondern sammelt auch alle durchschlagenden Hits der vielleicht vielversprechendsten Newcomerin der letzten Jahre.“ „Mitgröl-Bretter“ wie Tomboy brechen neben „sanft und melancholisch erzählten Storytellern“ das „musikalische Konzept“ nicht, sondern reichern „das Debüt der ohnehin schon facettenreiche Rapperin zu einem wundervollen, farbenfrohen Chaos an, in dem es auch nach unzähligen Hördurchgängen noch musikalische Ideen oder textliche Nuancen zu entdecken.“ In der allgemeinen Liste der „50 Alben des Jahres“ platzierte Laut.de die US-Amerikanerin auf Rang 40. Nokias „formeller Erstling“ sei „durch und durch ein Produkt seiner Zeit, mit aller Verwirrung und Hektik, jedoch mit Anspruch auf Zeitlosigkeit.“ Auch in die Auflistung der „Newcomer des Jahres“ wurde die Rapperin mit aufgenommen.